# حشره‌خوار مشین دم‌دراز
 حشره‌خوار مشین دم‌دراز (نام علمی: Crocidura dolichura) نام یک گونه از سرده حشره‌خوارهای دندان‌سفید است.